# Garelochhead
Garelochhead är en ort i Storbritannien.   Den ligger i kommunen Argyll and Bute och riksdelen Skottland, i den nordvästra delen av landet, 600 km nordväst om huvudstaden London. Garelochhead ligger 21 meter över havet och antalet invånare är 1 296.
Terrängen runt Garelochhead är huvudsakligen kuperad. Garelochhead ligger nere i en dal. Runt Garelochhead är det glesbefolkat, med 8 invånare per kvadratkilometer. Närmaste större samhälle är Greenock, 15,4 km söder om Garelochhead. Trakten runt Garelochhead består i huvudsak av gräsmarker.